# 京都トヨペット
京都トヨペット株式会社（きょうとトヨペット）は、トヨタ車の販売や、メンテナンス・整備などを扱うトヨタの正規ディーラー。

## 店舗
- 七条本店（京都市下京区朱雀正会町1番地2）
- 岡崎店（京都市左京区岡崎東天王町40番地）
- 高野店（京都市左京区一乗寺染殿町38番地）
- カドノ店（京都市右京区西院月双町72番地）
- 桂店（京都市西京区山田中吉見町15番地7）
- 北店（京都市北区小山下総町40番地3）
- 宇治店（京都市南区吉祥院清水町30番地）
- カドノ八条店（京都市南区吉祥院中河原里北町8番地）
- 吉祥院店（京都市南区吉祥院池田町28番地）
- 山科店（京都市山科区音羽役出町1番地16）
- 勧修寺店（京都市山科区勧修寺平田町112番地）
- 伏見店（京都市伏見区深草泓ノ壺町11番地）
- 桃山店（京都市伏見区桃山町和泉11番地1）
- 新堀川店（京都市伏見区島津町133番地）
- 乙訓店（向日市上植野町桑原7-3）
- 亀岡店（亀岡市大井町並河3丁目313）
- 城陽店（城陽市富野南清水73番地）
- 木津川台店（木津川市木津川台5丁目1-7）
- 舞鶴店（舞鶴市字公文名小字馬場下13番地）
- 福知山店（福知山市字堀小字三白2510番地4）
- 福知山駅前店（福知山市末広町5丁目9-1）
- 京丹後大宮店（京丹後市大宮町河辺小字豊野3272番地1）
- 峰山店（京丹後市峰山町長岡500番地1）
- 久御山店（久世郡久御山町森川端103番地3）
- ウェルカム久御山店（久世郡久御山町大字野村小字村東62番地1）
- レクサス西大路（京都市右京区西大路五条下ル東側）
- U-mix&カスタムガレージ（京都市南区吉祥院池田町25番地）
- マイカーガーデン（京丹後市峰山町長岡500番地1、京丹後店内）

## 関連会社
- 株式会社KTGホールディングス（グループ持株会社。旧：株式会社 協和キャピタル）
- ネッツトヨタ京華株式会社
- 株式会社トヨタレンタリース京都
- 株式会社 オートクラフト